# Левый популизм

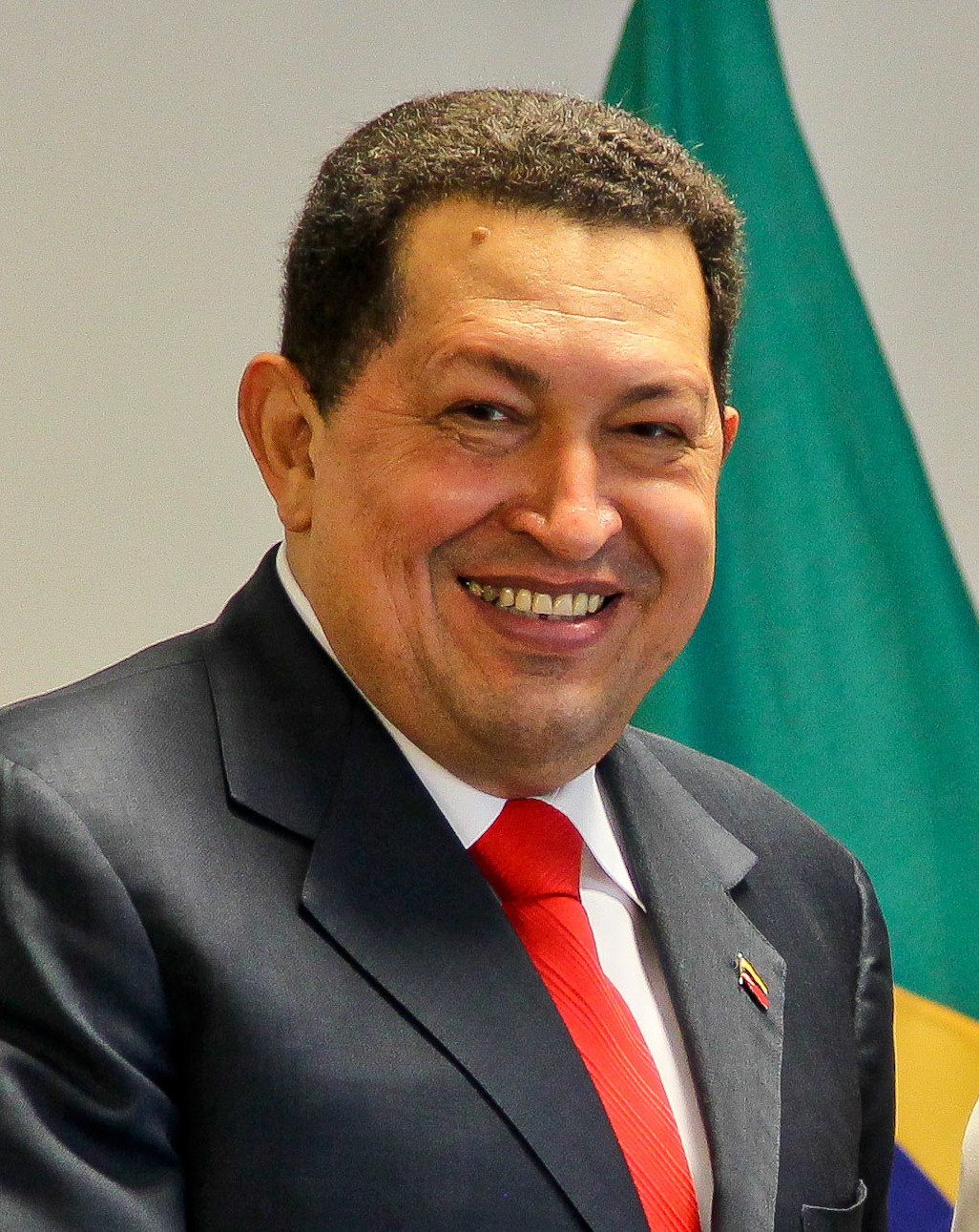
Уго Чавес, венесуэльский левый популист, лидер Боливарианской революции

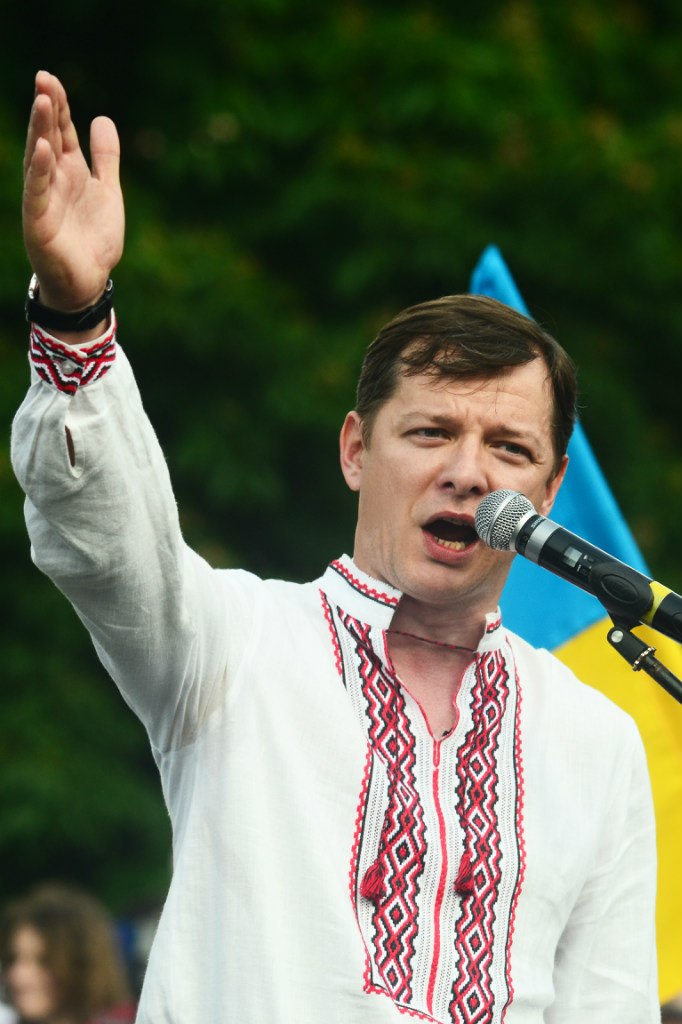
Олег Ляшко, украинский левый популист

Ле́вый попули́зм, также называемый социа́льный попули́зм — вид популизма, политическая стратегия, которая сочетает левую политику с популистской риторикой и темами. Его риторика часто состоит из антиэлитарности, оппозиции истеблишменту и выступления от имени «народных масс». Постоянные темы левых популистов включают экономическую демократию, социальную справедливость и скептицизм по отношению к глобализации. Социалистическая теория играет меньшую роль, чем в традиционных левых идеологиях.
Критика капитализма и глобализации связана с антимилитаризмом, который усилился в левых популистских движениях в результате непопулярных военных операций Соединённых Штатов, особенно на Ближнем Востоке. Считается, что левые популисты не исключают других по горизонтали и опираются на эгалитарные идеалы. Некоторые учёные также указывают на левые популистские движения, характерные для кемализма в Турции, например, или Боливарианской революции в Венесуэле. В отличие от исключительного или правого популизма, левые популистские партии, как правило, стремятся завоевать голоса избирателей, используя тему прав меньшинств, идею национальности, которая не ограничена культурными или этническими особенностями, вопросы половой принадлежности и сексуальной ориентации.
С появлением греческой Сириза, испанского Подемоса во время европейского долгового кризиса в Европе усилились дебаты о новом левом популизме.